# Monte Zebrù
Il Monte Zebrù (3.735 m s.l.m.) è una montagna del Gruppo Ortles-Cevedale nelle Alpi Retiche meridionali, la sommità intermedia della costiera Ortles - Monte Zebrù - Gran Zebrù, la meno visibile, ma non meno importante.

## Descrizione
Si trova sulla linea di confine tra la Lombardia ed il Trentino-Alto Adige. Si presenta con ripidi versanti da tutti i lati eccetto che dal versante nord, dove vi è una larga lingua glaciale. Esso è formato da due cime: la sommità nord-ovest che è il punto culminante, e la sud-est cui è collegata tramite una sottile cresta. Il Monte Zebrù è collegato all'Ortles tramite il Giogo Alto e al Gran Zebrù con il Passo di Solda. Verso nord-est presenta una larga ed irregolare parete di neve e roccia, solcata da colatoi che scendono dalla cresta sommitale, frastagliata; verso ovest e sud-ovest scende un tozzo e largo pendio di rocce friabili, rotto da canaloni nevosi ed infine verso nord degrada con un ramo della Vedretta dello Zebrù.

## Alpinismo

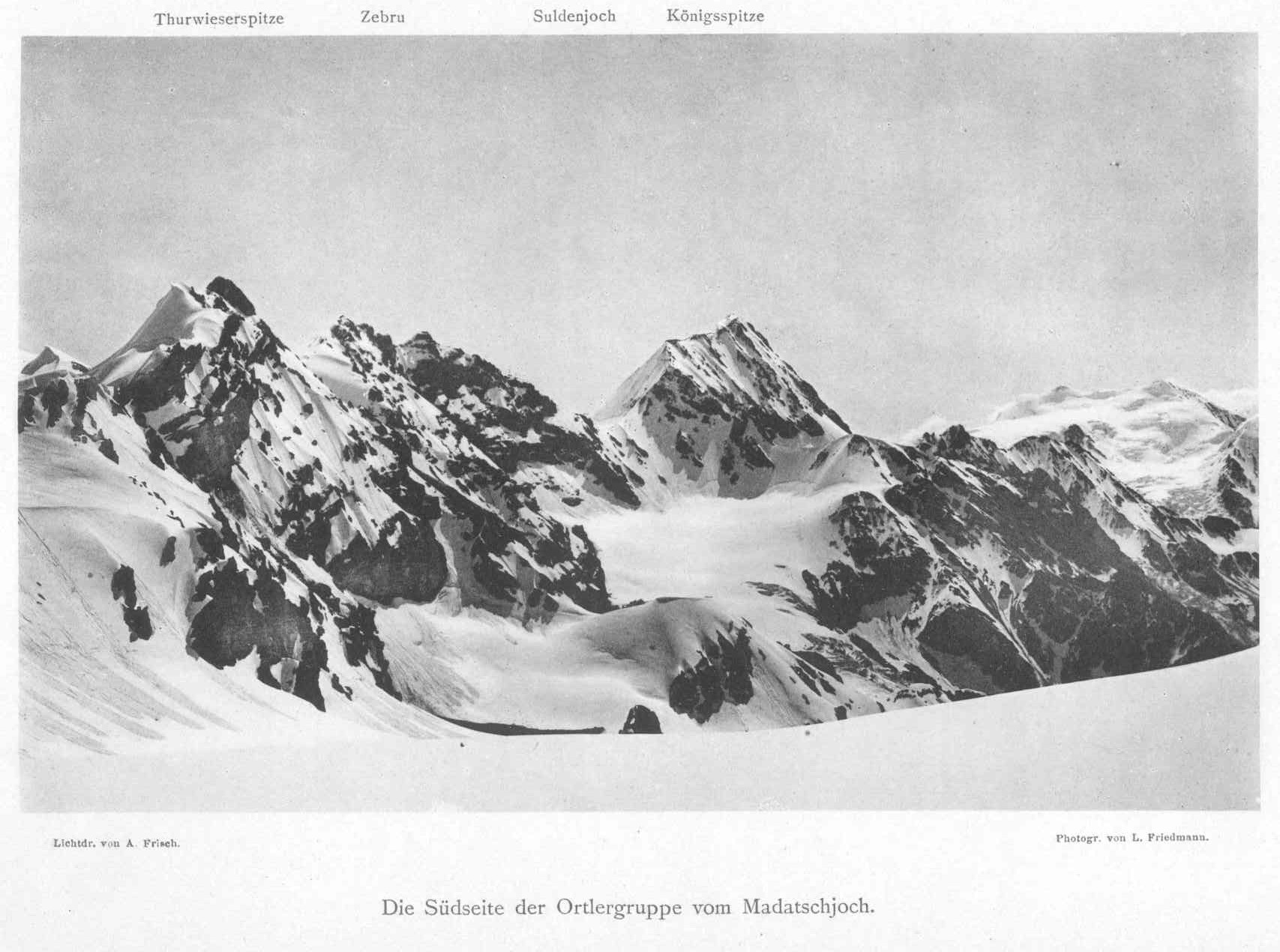
Fotografia del 1880 che riprende alcune montagne del massiccio dell'Ortles: Punta Thurwieser, monte Zebrù e Gran Zebrù

La prima ascensione certa della montagna è del 1866 ad opera di Julius Payer e Johann Pinggera dal versante nord, ma rimane il dubbio che nel 1854 Stephan Steinberger abbia salito per errore questa cima invece del vicino Gran Zebrù, in quanto in possesso di una carta topografica, datata 1838, molto imprecisa e che riportava una sola sommità nota come "Zebrù" anziché tutte e due le cime (D. Chiesa). La cresta dello Zebrù, partendo dal Passo di Solda, venne percorsa nel 1880 da B. Minnigerode e Alois Pinggera.
La prima scalata della grande parete nord-est fu compiuta nel 1898 da una delle prime donne alpiniste, Beatrice Tomasson, con le guide Hans Sepp Pinggera e Friedrich Renstadler, che tracciarono un itinerario che ancora oggi è classico ed apprezzato. Le altre ascensioni ai vari versanti della montagna sono invece un fatto abbastanza recente, dovuto in parte anche alla scomoda posizione della montagna, lontana da tutti i valichi facilmente accessibili e circondata da imponenti muraglie che impongono discese lunghe e difficoltose. La parete nord-est sotto la cima nord-ovest, la sommità, venne scalata per via diretta nel 1937 da Kurt Richter con Alois Pichler e Sepp Pinggera mentre nel 1921 Antonio Ballabio con Angelo e Romano Calegari percorsero il modesto sperone est che chiude a sinistra la parete nord-est. Altre salite importanti alla parete nord-est furono quella di Kurt Diemberger da solo nel 1956 per un itinerario diretto al centro della parete e quella di Peter Holl ed Hans Nosko nel 1969 al pilastro nord-est.

## Ascensioni
Il Monte Zebrù è il meno frequentato e più selvaggio monte della catena Ortles-Zebrù perché di scomodo accesso dal versante sud, faticoso e lungo ghiacciai con crepacci; e di più lungo e difficile approccio dal versante nord, lungo creste di rocce friabili e ghiacciai pensili; inoltre soffre della rivalità dei suoi due vicini.
- Via normale: è quella dei primi salitori lungo il ghiacciaio del versante nord. Lo si risale dalla Vedretta Zebrù che può essere raggiunta dal Rifugio Quinto Alpini (2.877 m), poi tenendosi sul fianco sinistro fino al passo del Giogo Alto dove sorge il bivacco fisso Città di Cantù (3.527 m) e poi salendo in vetta per pendii nevosi. La difficoltà è PD-.
- Cresta sud-est: è il crinale di collegamento delle due cime, la cresta principale della montagna, seguita soprattutto in discesa, che costituisce una bella traversata d'alta quota con passaggi su terreno misto ghiaccio e roccia impegnativi. La difficoltà è AD con tratti di III e III+ in roccia friabile.
- Via Tomasson: è la via più frequentata alla parete nord-est ed è una classica della zona; sale sulla perpendicolare della cima sud-est lungo una serie di colatoi raggiungibili tramite il ghiacciaio pensile alla base della parete. Supera 850 m di parete con passi di III e ghiaccio a 55°, complessivamente D-.
- Via Diemberger: è l'alternativa più diretta alla via Tomasson con cui ha in comune l'approccio alla parete. Essa poi si sposta verso destra dapprima nel colatoio principale, poi lungo le placche nevose della cima nord-ovest raggiungendola poco sotto il culmine lungo la cresta, supera 850 m di parete con passi di III e IV e ghiaccio a 55°, valutata D.

Gli altri itinerari alla montagna sono stati abbandonati a causa della friabilità della roccia e quindi degli elevati pericoli oggettivi, anche a causa della riduzione del manto glaciale degli ultimi tempi.